# نظرية المفاضلة

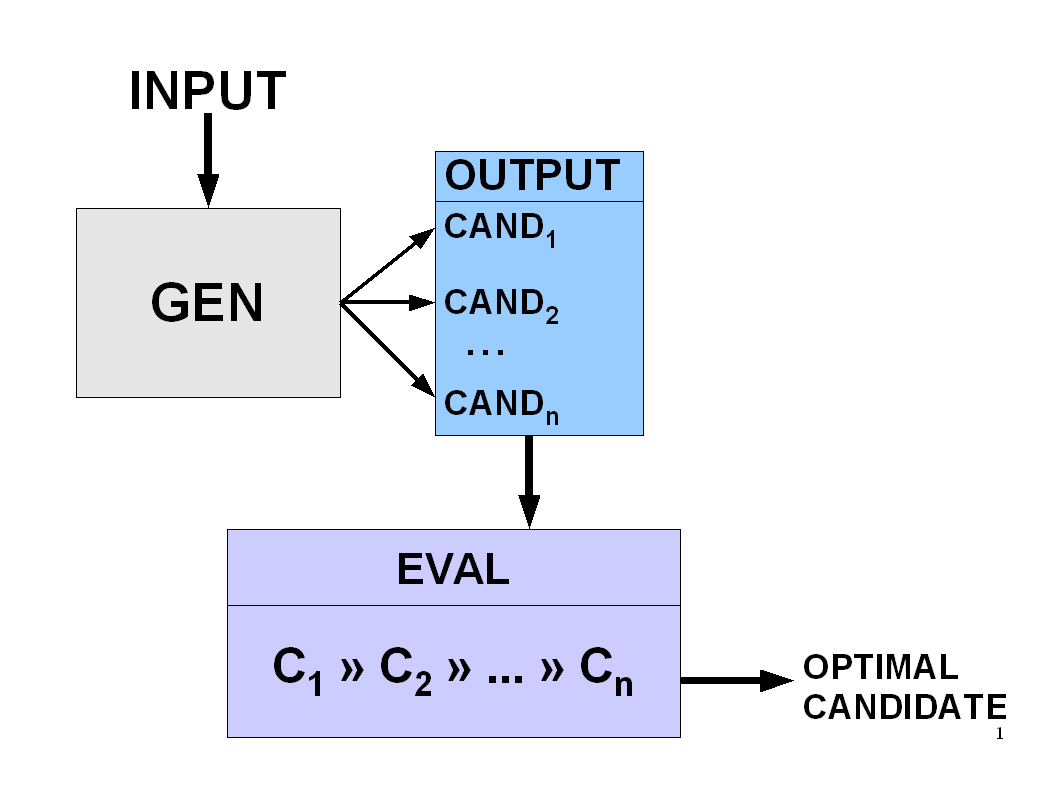

نظرية المفاضلة أو نظرية الأفضلية أو النظرية الأمثلية (بالإنجليزية: Optimality Theory وغالباً ما تختصر إلى OT) هي واحدة من أهم النظريات الحديثة في علم الفونولوجيا (الصواتة). وضع أساسها آلان برنس وبول سمولنسكي في عام 1993، وطورها مجموعة من المتخصصين في أعمال لاحقة. ومنذ 1993 تزايد اهتمام باحثي الفونولوجيا بالنظرية بشكل مطرد وأصبحت محورا لدائرة بحثية كبيرة لها أرشيف إليكتروني ضخم (http://roa.rutgers.edu) وكذلك لكثير من المواد الدراسية الجامعية والمؤتمرات العلمية والعديد من الكتب والأبحاث. وعلى الرغم من أنها بدأت كنظرية في علم الفونولوجيا تحديدا فسرعان ما اتضحت أهمية تطبيقها على علوم الصرف والنحو واللسانيات الاجتماعية وغيرها من فروع اللسانيات.

## المبادئ الأساسية
تقوم النظرية على المبادئ الأساسية التالية:
1. يرتكز النحو التوليدي التحويلي في الفونولوجيا على مجموعة من القيود (constraints) والتي تتكون منها المبادئ الصوتية للغة بعينها. تتميز القيود في نظرية المفاضلة بالكونيّة، باعتبار تواجدها (مع تصور اختلاف ترتيبها التفاضلي) في كل اللغات، ومثال ذلك ضرورة تشكُّل المقطع من نواة. وتنقسم القيود إلى عدة أنواع، أهمها: قيود الوسم أو الموسومية (Markedness constraints) والتي تفترض متطلبات في التشكيل البنيوي الصحيح للمُخرج، وقيود الوفاء أو المحافظة (Faithfulness constraints) والتي تتطلب أن تكون المُخرَجات (outputs) متماثلة مع المُدخَلات (inputs).
2. يتكفل المولِّد (GEN) بمهمة توليد عدد غير محدَّد من المترشحين أو التحقيقات الممكنة (candidates) لمُدخل ما (مثل الكلمات والجمل) وتكون هذه المجموعة مقبولة من قِبَل شروط عامة جدا للتشكيل البنيوي الصحيح  وكذلك يحدد المولِّد العلاقة بين أشكال المخرجات والمدخلات.
3. بشكل عام تتعارض القيود الخاصة في لغة ما فيما بينها، ولذلك يطلق عليها القيود المتنافسة أو المتصارعة. وتعتبر كل القيود قابلة للانتهاك أو الخرق (violable) وبالتالي يجب أن تخضع لترتيب تفاضلي (يطلق عليه أيضا سُلّم القيود constraint hierarchy). ويكون إعطاء أولويات لبعض القيود على الأخرى حسب نسبة خرقها للمبادئ الصوتية: فكلما كان خرق القيد أكثر ندرة في تلك اللغة كلما احتل مرتبة أعلى في سلم القيود. وتعتمد تصنيفات القيود في اللغة على علاقة هيمنة صارمة (strict dominance) إذ إن القيد الذي يتفوق على الآخر يعتبر قيدا أعلى مرتبة وله الأولوية، بغض النظر عن انتهاكه القيود الأدنى في الترتيب المتدرج.
ويضطلع المُقيِّم (EVAL) بمهمة تقييم المترشحين والمفاضلة بينهم عن طريق علاقة الهيمنة (والتي يرمز لها بالرمز >>)، ويُحسب الإيفاء الأمثل للقيود في ترتيبها التفاضلي ولمجموعة المترشحين بأكملها بشكل متواز، فلا وجود لاشتقاق متسلسل (على الأقل في نظرية المفاضلة الكلاسيكية). ويكون المرشح الفائز (optimal candidate) هو أكثر المترشحين امتثالاً أو أقلهم خرقاً (most harmonic) للترتيب التفاضلي الخاص بكل لغة.